# Hutuer
Hutuer, også kendt som Abahutuer, er en befolkninggruppe, der lever i området omkring Afrikas Store Søer. De er hovedsageligt bosat i Rwanda, Burundi, og den østlige del af Den Demokratiske Republik Congo, hvor de udgør en af de vigtigste befolkningsgrupper sammen med tutsier og twa-pygmæer.

## Demografi
Hutuerne er den største af de fire vigtigste befolkningsgrupper i Burundi og Rwanda. Ifølge CIA er 84% af indbyggerne i Rwanda og 85% af indbyggerne i Burundi hutuer. Tutsierne er den næststørste etniske gruppe på 15% af indbyggerne i Rwanda og 14% af indbyggerne i Burundi, andre kilder afviger med flere procent.
Twa-pygmæerne, den mindste af de to landes vigtigste befolkningsgrupper, deler sprog og kultur med hutuer og tutsier. men er kendetegnet ved en betydelig kortere vækst.

## Sprog
Hutuer taler Rwanda-rundi som modersmål. Rwanda-rundi er et Bantusprog i Niger-Congo sprogæten. Rwanda-rundi er opdelt i de Kinyarwanda og Kirundi dialekter, der er blevet standardiseret som officielle sprog i Rwanda og Burundi. Kinyarwanda og Kirundi tales også som modersmål af tutsierne og twa-pygmæerne.
Derudover er der mange hutuer, der taler fransk, det andet officielle sprog i Rwanda og Burundi, som lingua franca.

## Postkolonial historie
Det belgiskindsatte Tutsimonarki overlevede indtil 1959, da Kigeli V blev forvist fra kolonien (dengang kaldet Ruanda-Urundi). I Burundi, fastholdt tutsier, der var i mindretal, kontrollen over regering og militær. I Rwanda blev den politiske magt overført fra tutsimindretallet til flertallet hutuer.
I Rwanda førte dette til den "sociale revolution" og hutu vold mod tutsier. Titusinder af tutsier blev dræbt og mange andre flygtede til nabolandene, bl.a. Burundi, Uganda og forøgede gruppen af tutsier i den sydlige Kivu-region i Belgisk Congo. Senere forvistes tutsierne fra Burundi og flygtede til Rwanda, hvilket fik Rwanda om at lukke grænsen til Burundi.